# Treblinka (Mazovië)
Treblinka is een dorp in de gemeente (Gmina) Małkinia Górna (Powiat Ostrowski) in Polen en telt 350 inwoners. Het dorp ligt in het woiwodschap Mazovië.
In de nabijheid van de rivier de Westelijke Boeg lag het strafkamp en vernietigingskamp kamp Treblinka.

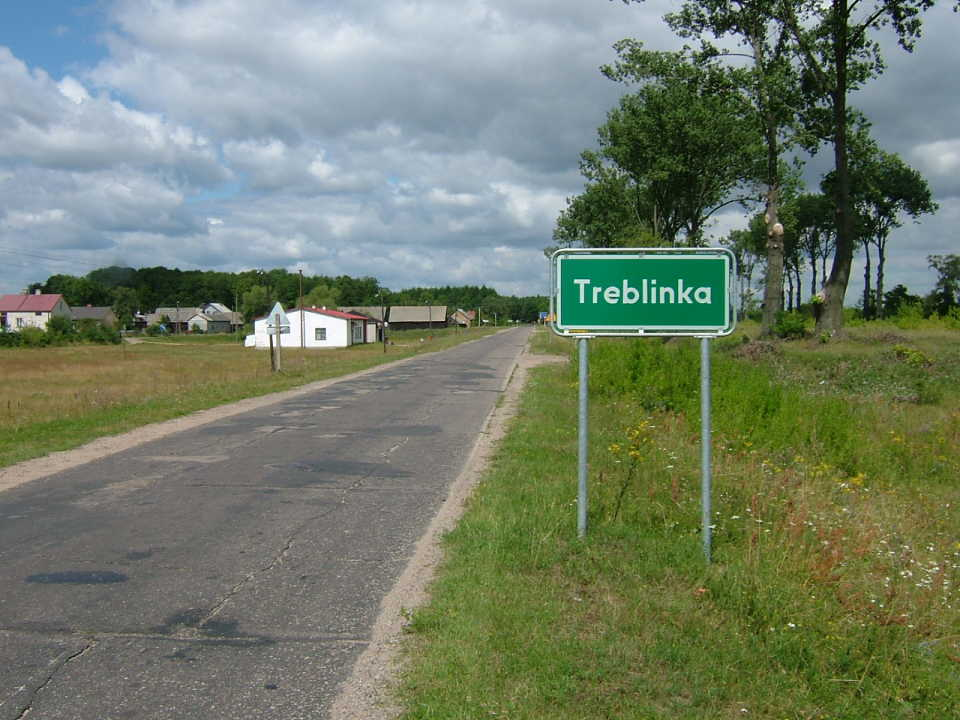
Gezicht op het dorp